# 日野町 (滋賀県)
日野町（ひのちょう）は、滋賀県南東部に位置する町。湖東地方の南端に位置する自治体である。蒲生郡に属する。

## 地理

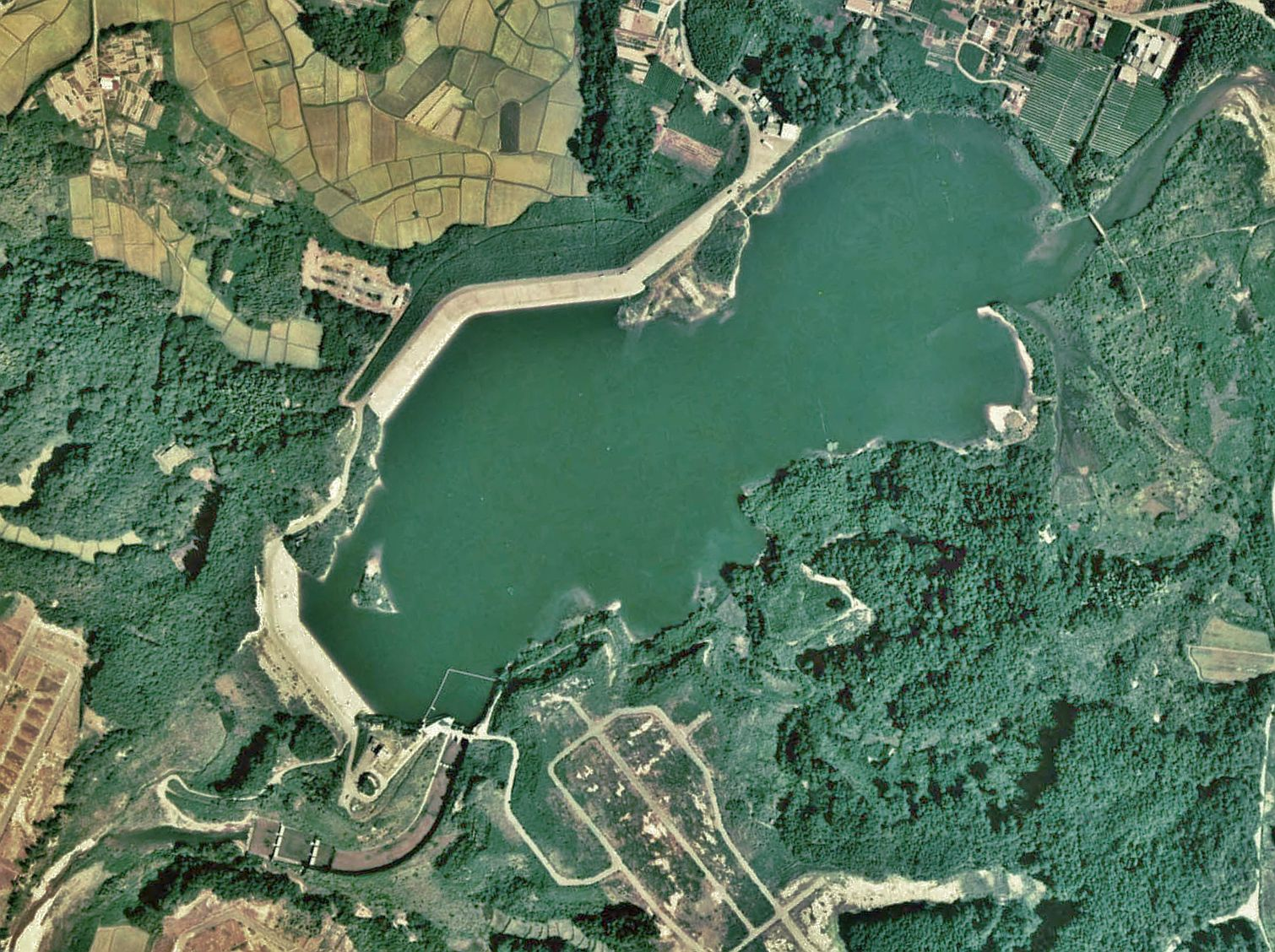
日野川ダム湖
下流（左下）に平仮名の「く」の字形をした日野川ダムが存在し、湖の脇（中央上）に平仮名の「へ」の字形をした日野川脇ダムが設けられている。

北は布引丘陵を挟んで東近江市、南は日野・水口丘陵を挟んで甲賀市と接している。日野町からは50km圏内に京都市、100km圏内に大阪市や名古屋市があり高速道路を利用すると約1時間程度の距離に位置する。
河川
- 日野川
- 佐久良川
- 出雲川

山
- 鈴鹿山系
  - 綿向山 - 標高1110 m。

### 隣接する自治体
- 東近江市
- 甲賀市

### 大字など
- 日野地区（旧日野町、町中央部）
  - 大字村井（むらい）・村井1～3丁目・大字小井口（おいぐち）・大字寺尻（てらじり）・大字木津（きづ）・大字日田（ひだ）・大字大窪（おおくぼ）・大字河原（かわら）・河原1～2丁目・大字松尾（まつお）・松尾1～5丁目・大字上野田（こうずけだ）・大字大谷（おおたに）・大字いせの・中道（なかみち）1～2丁目
- 桜谷地区（旧東桜谷村、旧西桜谷村、町北部）
  - 大字原（はら）・大字川原（かわら）・大字杉（すぎ）・大字杣（そま）・大字小野（この）・大字奥師（おくし）・大字鳥居平（とりいひら）・大字中之郷（なかのごう）・大字佐久良（さくら）・大字奥之池（おくのいけ）～以上、旧東桜谷村
  - 大字安部居（あべい）・大字中在寺（なかざいじ）・大字北脇（きたわき）・大字蓮花寺（れんげじ）・大字野出（ので）～以上、旧西桜谷村
- 西大路地区（旧西大路村、町東部）
  - 大字西大路（にしおおじ）・大字仁本木（にほんぎ）・大字音羽（おとわ）・大字北畑（きたばた）・大字西明寺（さいみょうじ）・大字蔵王（ざおう）・大字平子（ひらこ）・大字熊野（くまの）
- 鎌掛地区（旧鎌掛村、町南東部）
  - 大字鎌掛（かいがけ）
- 南比都佐地区（旧南比都佐村、町南西部）
  - 大字上駒月（かみこまづき）・大字下駒月（しもこまづき）・大字深山口（みやまぐち）・大字迫（はさま）・大字清田（きよた）・大字別所（べっしょ）
- 必佐地区（旧北比都佐村、町西部）
  - 大字三十坪（みそつ）・大字内池（うちいけ）・大字猫田（ねこだ）・大字十禅寺（じゅうぜんじ）・大字里口（さとぐち）・大字山本（やまもと）・大字小御門（こみかど）・大字小谷（こだに）・大字石原（いしはら）・大字増田（ましだ）・大字豊田（とよた）・大字中山（なかやま）

## 歴史
平安時代に日野地域が「檜物庄」と呼ばれていたという記録が残っているため、この時代には既に檜物の製造が行われていたと考えられている。町域の中心部は蒲生氏が日野城（中野城）の城下町として開発した地域であり、蒲生氏が伊勢松坂・会津若松へ移ってからは漆器や製薬の産地、近江商人（日野商人）の発祥地として繁栄した。また西大路には仁正寺藩（西大路藩）が存在していた。

### 地名の由来
「日野」が初めて文献に登場するのは天喜4年（1056年）のことで、「東大寺使神成則請文」の中で藤原摂関家の法成寺領「日野御牧」として登場する。

### 沿革
- 1889年4月1日 - 町村制施行により大窪町・村井町・松尾町・大谷村・上野田村・日田村・木津村・日野河原村・小井口村・寺尻村の区域を以って、日野町が発足。
- 1955年3月16日 - 東桜谷村・西桜谷村・西大路村・鎌掛村・南比都佐村・北比都佐村と合併し、改めて日野町が発足。

## 人口
人口は1990年（平成2年）から微増減を繰り返していたが、2010年（平成22年）以降は減少傾向となっている。
| 日野町（に相当する地域）の人口の推移 \| 1970年（昭和45年） \| 20,754人 \| \| \| 1975年（昭和50年） \| 20,913人 \| \| \| 1980年（昭和55年） \| 21,680人 \| \| \| 1985年（昭和60年） \| 22,009人 \| \| \| 1990年（平成2年） \| 22,391人 \| \| \| 1995年（平成7年） \| 23,132人 \| \| \| 2000年（平成12年） \| 23,022人 \| \| \| 2005年（平成17年） \| 22,809人 \| \| \| 2010年（平成22年） \| 22,870人 \| \| \| 2015年（平成27年） \| 21,873人 \| \| \| 2020年（令和2年） \| 20,964人 \| \| |          |  |
| 総務省統計局 国勢調査より |          |  |
| 1970年（昭和45年） | 20,754人 |  |
| 1975年（昭和50年） | 20,913人 |  |
| 1980年（昭和55年） | 21,680人 |  |
| 1985年（昭和60年） | 22,009人 |  |
| 1990年（平成2年） | 22,391人 |  |
| 1995年（平成7年） | 23,132人 |  |
| 2000年（平成12年） | 23,022人 |  |
| 2005年（平成17年） | 22,809人 |  |
| 2010年（平成22年） | 22,870人 |  |
| 2015年（平成27年） | 21,873人 |  |
| 2020年（令和2年） | 20,964人 |  |

## 行政
2016年に公職選挙法が改正され、選挙権取得年齢が18歳に引き下げられた。2016年6月28日には日野町長選挙が告示され、福岡県うきは市長選挙と共に、公職選挙法改正後初の選挙となる可能性が有ったものの、候補者が現職の藤沢直広だけだったため、無投票当選が確定して選挙は行われなかった。
- 町長：堀江和博(第6代、元日野町議会議員)
- 副町長：津田誠司
- 教育長：安田寛次（元日野町立日野小学校校長）
- 東近江警察署管内
- 東近江行政組合 - 消防・休日急患診療所・地域振興に関する事務を行っている。

### 歴代町長（合併後）
- 初代 若村源左衛門（日野地区出身）：1955年4月23日 - 1965年2月8日
- 2代 橋田喜一郎（日野地区出身）：1965年3月8日 - 1973年3月7日
- 3代 森田忠藏（日野地区出身）：1973年3月8日 - 1993年3月7日
- 4代 奥野弘三（東桜谷地区出身）：1993年3月8日 - 2004年6月8日
- 5代 藤澤直広（南比都佐地区出身）：2004年7月11日 - 2020年7月10日
- 6代 堀江和博（東桜谷地区出身）：2020年7月11日 - 現在

### 姉妹都市・友好都市
- エンブ市（ブラジル連邦共和国 サンパウロ州）
1984年 姉妹都市提携
- 恩山面（大韓民国 忠清南道 扶余郡）
1990年 姉妹都市提携
- ノイシュタット/アイッシュ市（ドイツ連邦共和国 バイエルン州）
1997年 友好都市提携

## 交通

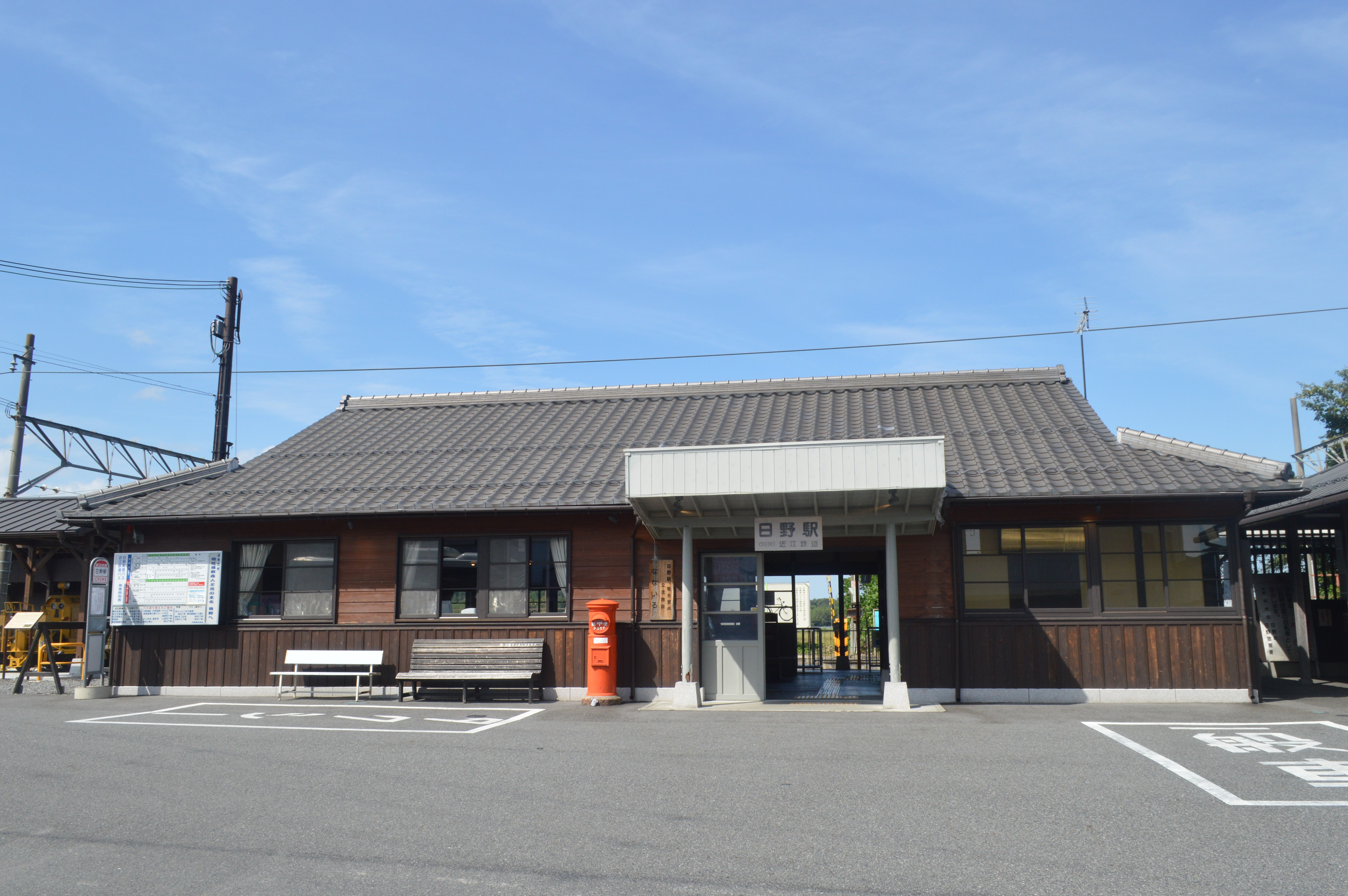
日野駅

旧蒲生町から日野町にかけての丘陵地帯にびわこ空港建設が計画されていた。空港建設計画は2000年に國松善次（第49・50代滋賀県知事）が凍結を表明した後、何の動きもないままに時間が経過し、凍結から13年後の2013年に嘉田由紀子知事が計画そのものを廃止とする裁定を下し、結局空港は建設中止が決定した。

### 鉄道
- 近江鉄道本線
  - 日野駅
  - 東近江市の朝日野駅は、ホームの南側が町内にまたがっている。

### バス
- 近江鉄道
- 日野町営バス

### 道路
一般国道
- 国道307号
- 国道477号

バイパス道路
- 日野水口グリーンバイパス（国道307号）

県道
- 主要地方道・県道41号土山蒲生近江八幡線
- 主要地方道・県道45号石原八日市線
- 一般県道・県道178号泉日野線
- 一般県道・県道180号増田水口線
- 一般県道・県道182号西明寺水口線
- 一般県道・県道183号日野徳原線
- 一般県道・県道188号相谷原杣線
- 一般県道・県道508号中里山上日野線
- 一般県道・県道524号桜川西中在寺線
- 一般県道・県道525号西明寺安部居線
- 一般県道・県道540号下駒月水口線

その他
- 御代参街道

## 教育

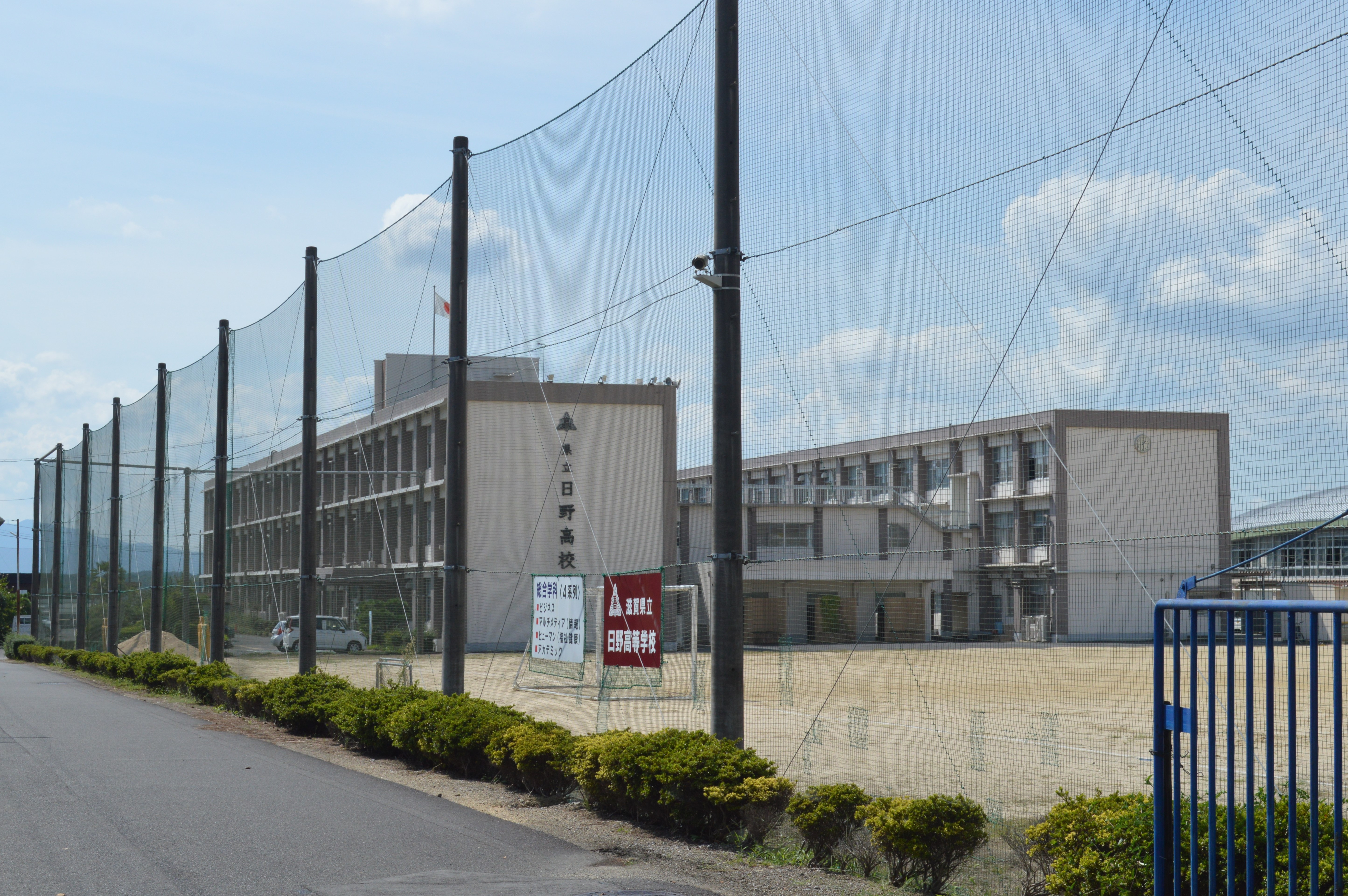
滋賀県立日野高等学校

### 幼稚園
- 日野町立日野幼稚園（日野町大窪）
- 日野町立必佐幼稚園（日野町内池）

### 小学校
- 日野町立必佐小学校（日野町小御門）
- 日野町立日野小学校（日野町大窪331番地） - 2001年に、日野町立鎌掛小学校を統合。
- 日野町立南比都佐小学校（日野町深山口）
- 日野町立桜谷小学校（日野町佐久良）
- 日野町立西大路小学校（日野町西大路）

### 中学校
- 日野町立日野中学校（日野町松尾） - 1969年に学校組合立日野東中学校、同日野北中学校、同日野西中学校を統合して創立。

### 高等学校
- 滋賀県立日野高等学校（日野町上野田）- 1905年に日野町立女子手芸学校として創立。

## 施設

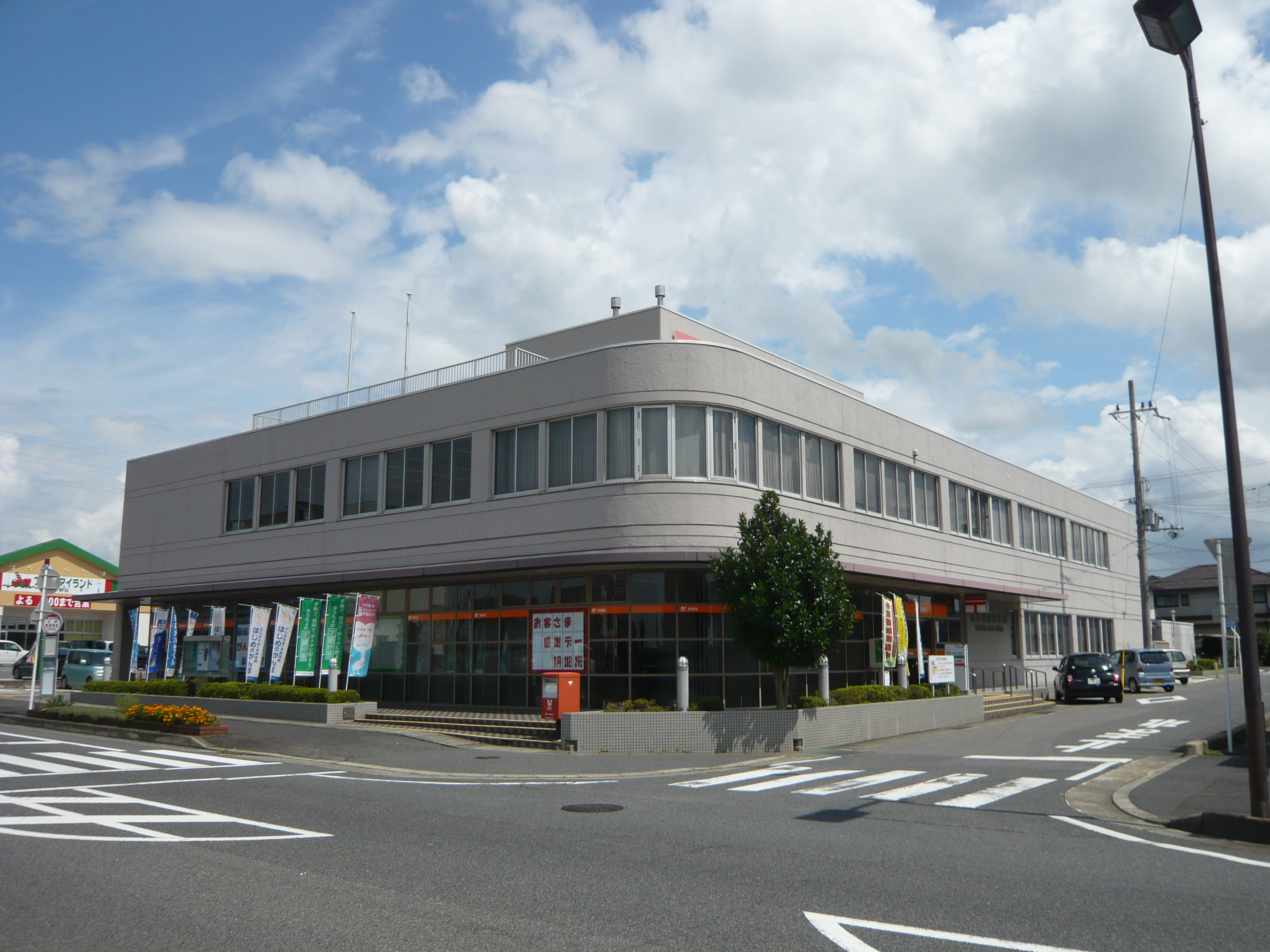
近江日野郵便局

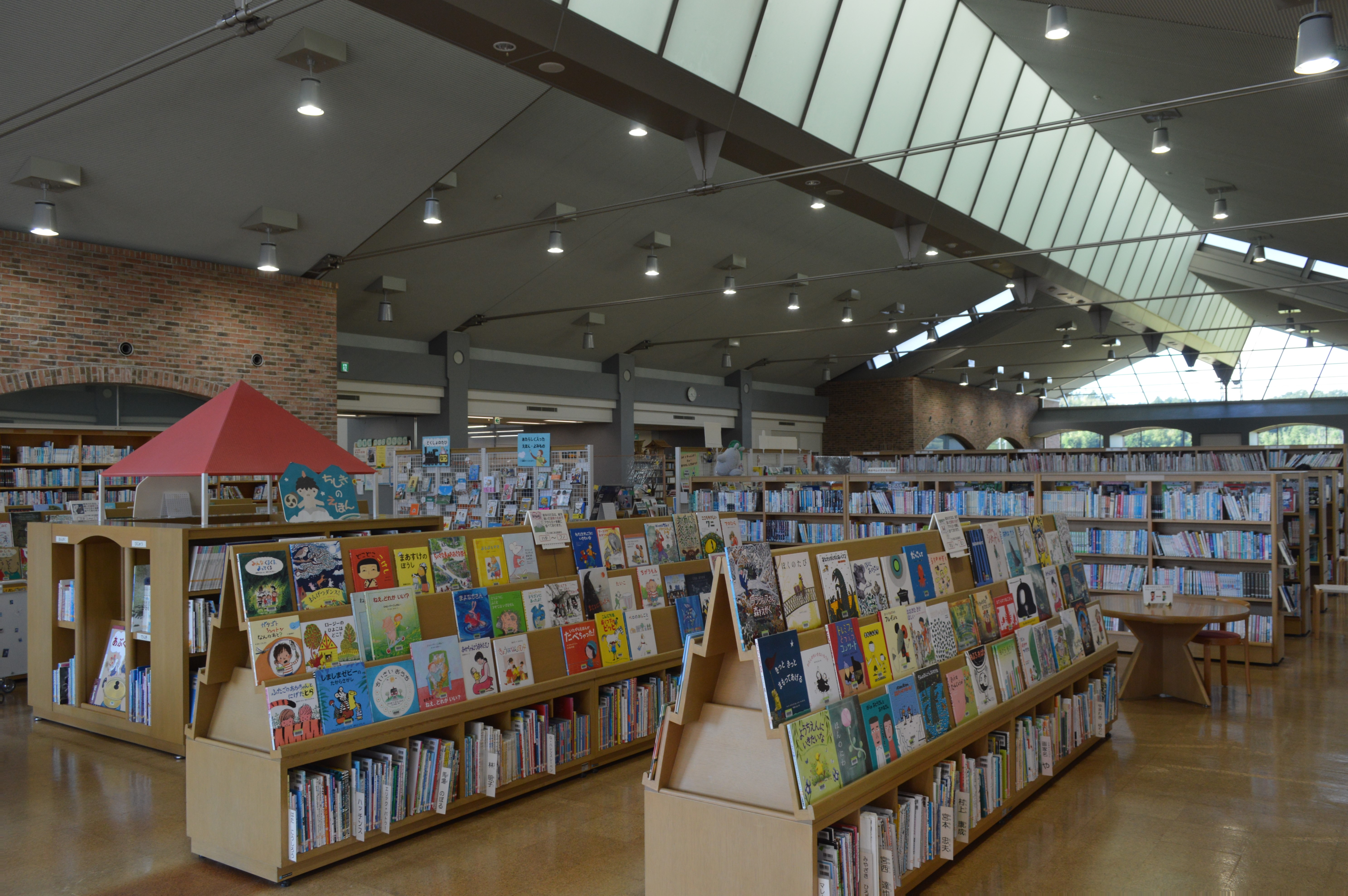
日野町立図書館

- 大津地方法務局日野出張所（廃止済→八日市出張所（現東近江出張所）に統合。旧彦根区裁判所日野出張所。）
- 滋賀県警察本部東近江警察署日野警部交番（元日野警察署）
- 滋賀県警察本部機動警察隊
- 滋賀県畜産技術振興センター（旧滋賀県立種畜場）
- 滋賀県立日野渓園
- 滋賀県立しゃくなげ園（廃止・閉鎖）
- 滋賀県立老人ホームさつき荘
- 東近江行政組合立日野消防署
- 中部清掃組合立日野清掃センター
- 日野町立図書館
- 日野町立日野公民館
- 日野町立西大路公民館
- 日野町立鎌掛公民館
- 日野町立東桜谷公民館
- 日野町立西桜谷公民館
- 日野町立南比都佐公民館
- 日野町立必佐公民館
- 日野町大谷公園体育館
- 日野町町民会館わたむきホール虹
- 日野町勤労福祉会館
- 日野町商工会館
- 日野町林業センター
- 日野町保健センター
- 日野町立老人保健施設リスタあすなろ
- 母子健康センター
- しゃくなげ學校（旧：鎌掛小学校）
- 近江日野郵便局（集配局）
- 日野雲雀野郵便局
- 西大路郵便局
- 日野鎌掛郵便局
- 東桜谷郵便局
- 西桜谷郵便局
- 日野清田郵便局
- 内池郵便局
- 日野明住簡易郵便局
- 医療法人社団昴会日野記念病院
- 特別養護老人ホーム誉の松
- 白寿荘特別養護老人ホーム
- 滋賀銀行日野支店
- 関西みらい銀行日野支店
- 湖東信用金庫日野支店
- 日野ゴルフ倶楽部
- 蒲生ゴルフ倶楽部（センコーグループホールディングス所有、2026年から3年間日本プロ選手権の会場）
- 近江ヒルズゴルフ倶楽部
- 天理教日野大教会
- フレンドマート日野店

## 経済

### 拠点を置く企業
- 日野薬品工業株式会社
- 福地製薬株式会社
- 株式会社岡平製薬所
- 吉田堂製薬株式会社
- 有限会社満田製茶
- JAグリーン近江製茶工場
- 株式会社加名田米菓研究所
- 富士家製パン所
- 株式会社岡崎精肉店
- 有限会社かぎや菓子舗
- 矢尾酒造株式会社
- 株式会社オーケーエム
- 滋賀東リ カーペット
- 株式会社ファンケル美健滋賀工場（株式会社ファンケル子会社）
- 東洋アルミニウム株式会社日野工場（日本軽金属株式会社子会社）
- 日本エヌエスシー株式会社日野事業場
- 株式会社ダイフク滋賀事業所
- 佐川印刷株式会社日野工場
- テクノ高槻日野工場
- 株式会社ベツセル工業滋賀工場
- 日野精機株式会社
- 曽羽産業株式会社
- ハグロエンジニアリング株式会社
- 株式会社治武製作所

### 特産品

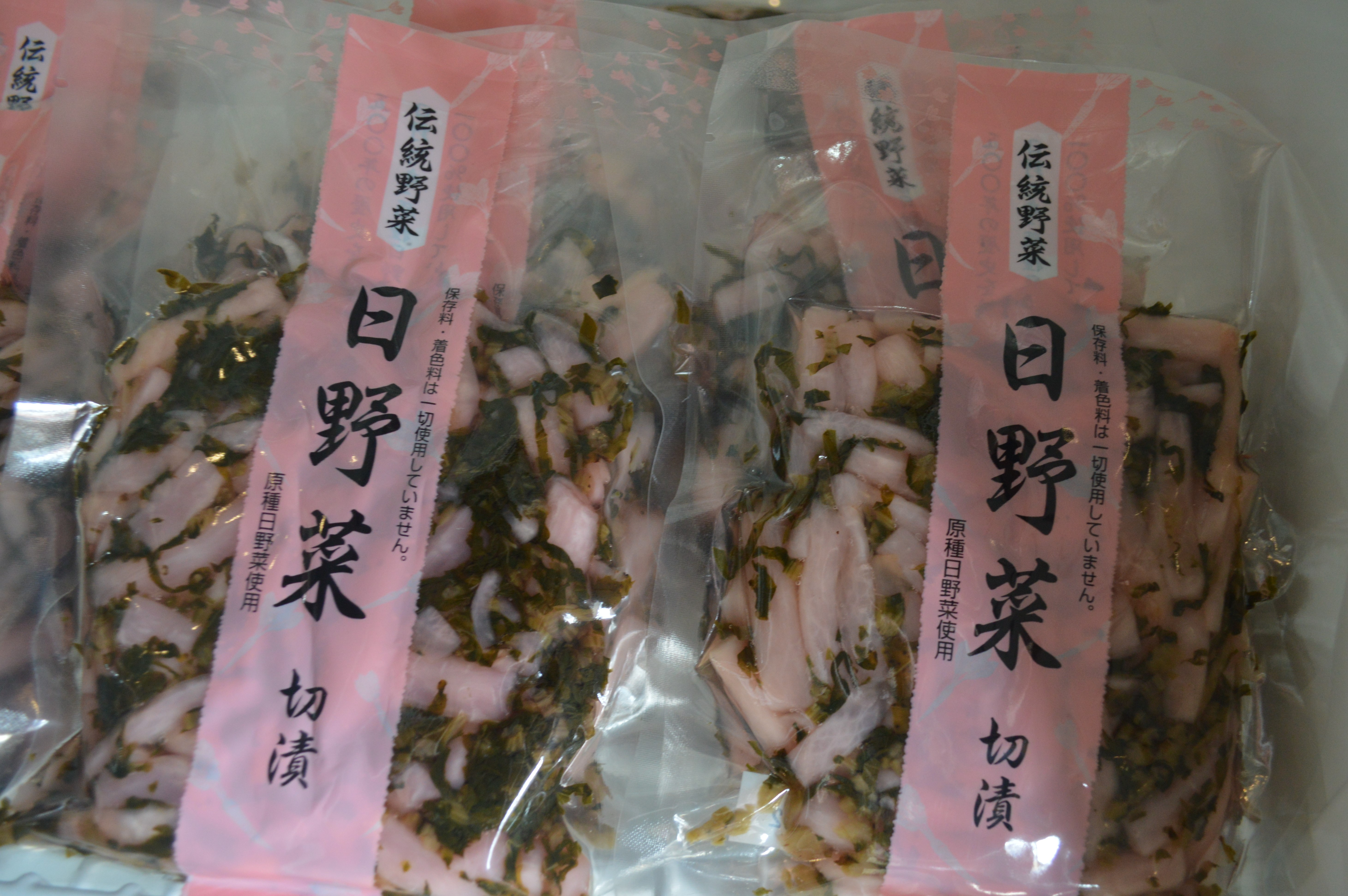
日野菜の漬物。この写真でも、色がピンク色をしている点が確認できる。

日野町の伝統野菜として知られる日野菜は、日野町の鎌掛地区が発祥と考えられている

。
カブの1種であるため「日野菜カブ」と呼ぶ事例も見られる

。
さらに、カブの地下部は白色なのに対し、太陽光が当たる地上部は紅紫色であるため「あかな」と呼ばれる場合も有る

。
比較的硬いため、主に漬物にして食べる

。
この漬物は「日野菜漬け」と呼ばれるものの、その色素の影響でピンク色に見えるため「桜漬け」とも呼ばれる

。
これ以外の特産品としては、以下が知られる。
- 柿 - 1929年（昭和4年）に朝香宮鳩彦王が来町した際には、2籠が献上された[8]。
- 萬病感應丸
- 日野椀
- 日野饂飩（日野うどん）
- 日野鉄炮（日野鉄砲）

## 名所・旧跡・観光スポット

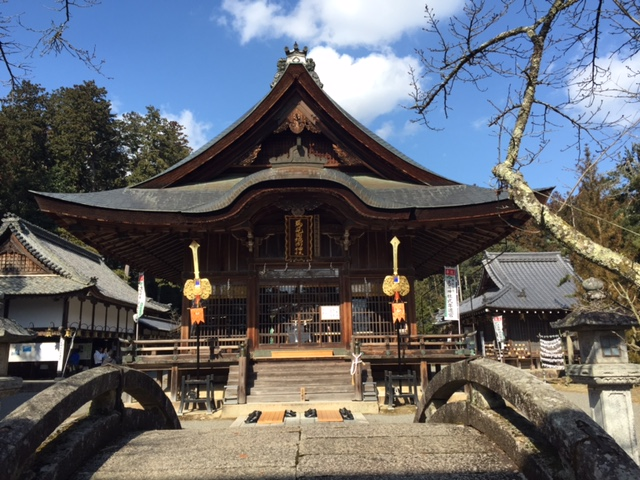
馬見岡綿向神社

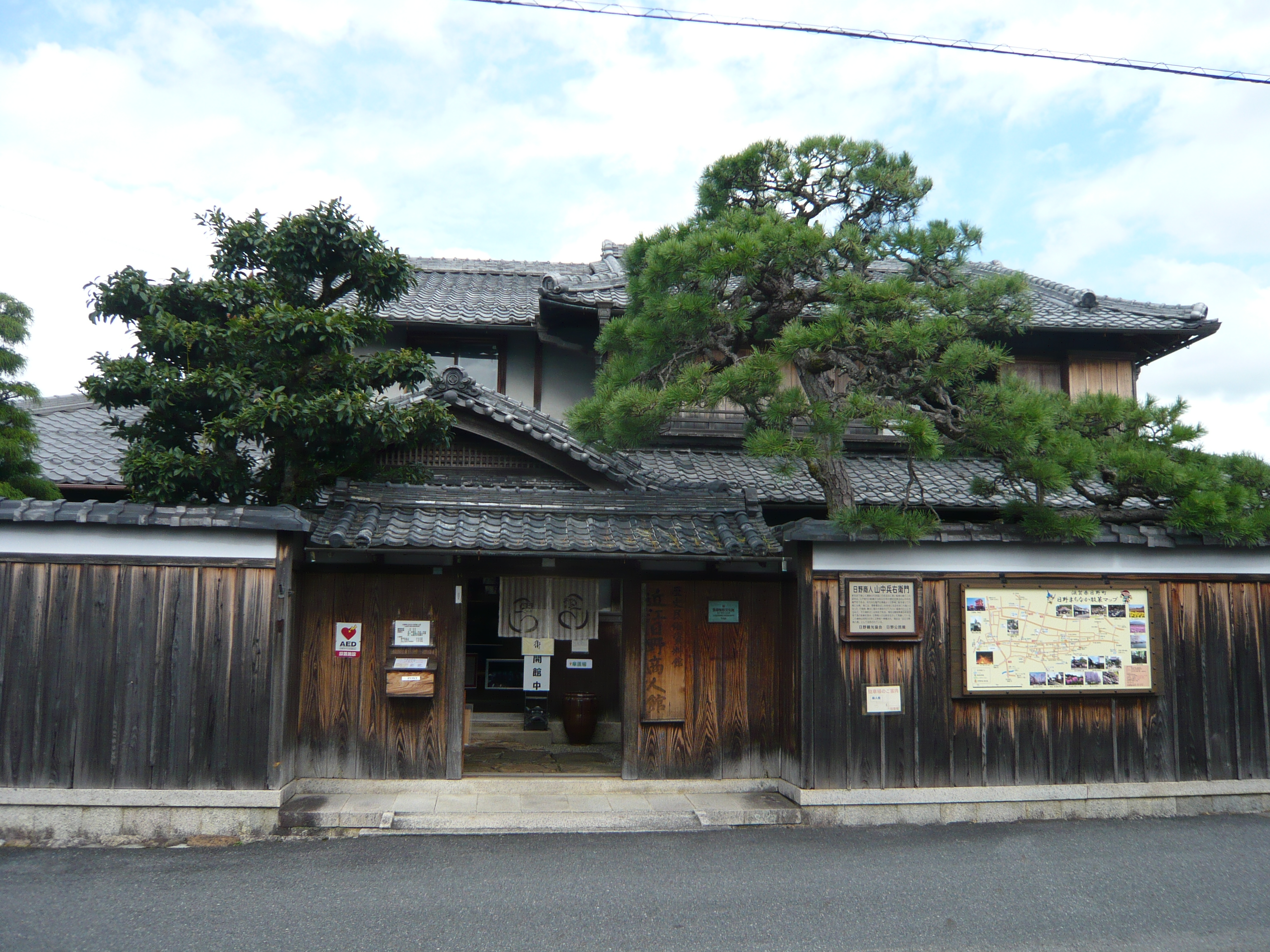
近江日野商人館

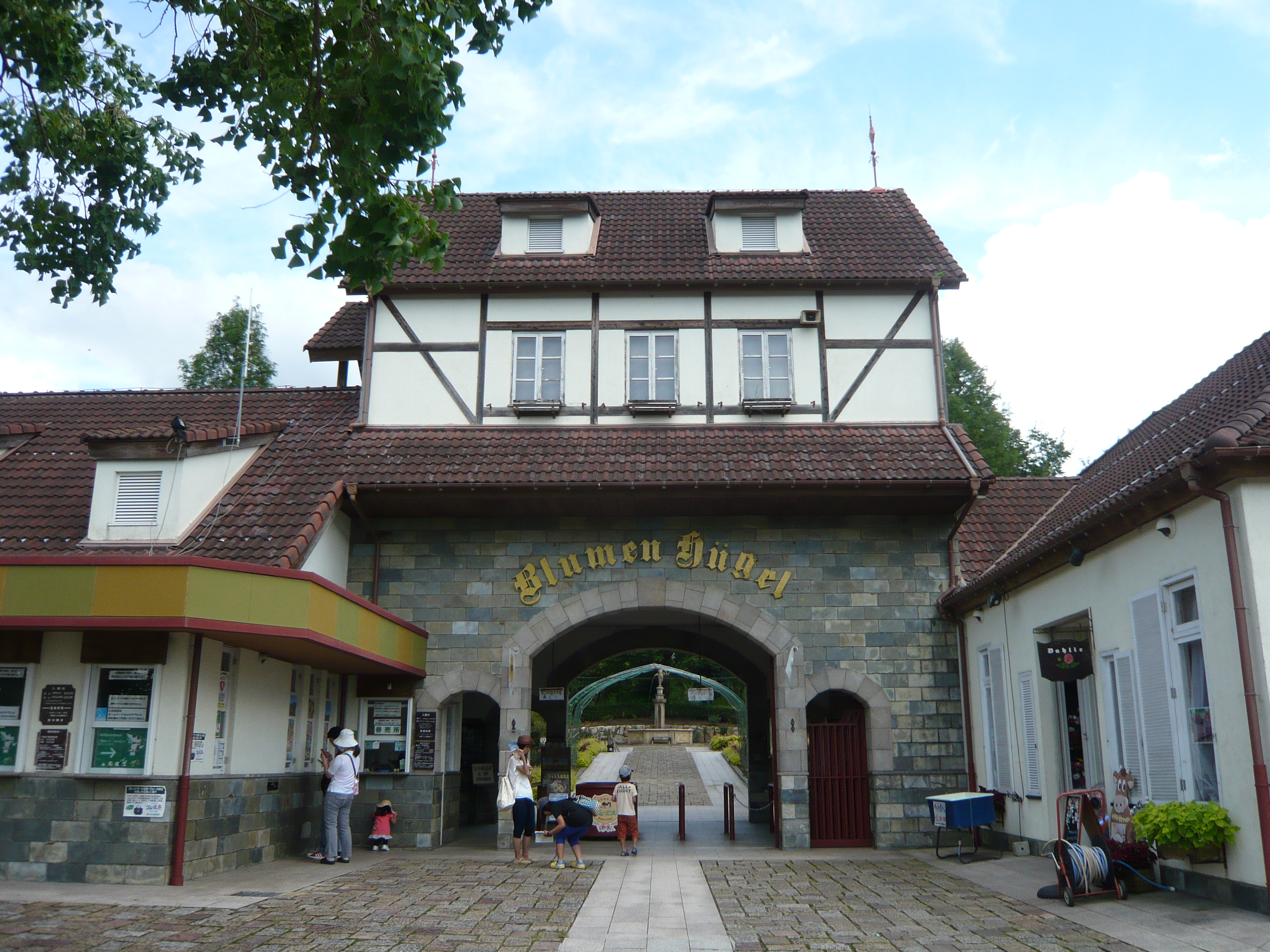
ブルーメの丘

### 名所・旧跡
国の天然記念物
- 鎌掛谷ホンシャクナゲ群落
- 熊野のヒダリマキガヤ
- 別所高師小僧
- 鎌掛の屏風岩
- 綿向山麓の接触変質地帯

城跡
- 日野城跡（中野城）：蒲生氏の本城。大半は日野川ダムに沈んだが、一部石垣や堀が残る。この場所には、仁正寺藩の藩庁跡も有る[注釈 1]。
- 音羽城跡：中野城に移る前の蒲生氏の本城。内紛により破却された。郭、空堀、井戸といった遺構が残っている。
- 鎌掛城跡：蒲生氏の支城。
- 小谷城跡：音羽城に移る前の蒲生氏の本城。
- 小御門城跡
- 上迫城跡
- 下迫城跡
- 清田城跡
- 駒月城跡
- 佐久良城跡（下の城山）：室町時代の武将、小倉氏の本城。郭、空堀、竪堀、土橋、池跡など遺構が完全に残っている。
- 長寸城跡（上の城山）：小倉氏の支城。
- 鳥居平城跡：小倉氏の支城。
- 四つ谷城跡：小倉氏の支城。
- 園城跡：小倉氏の支城。

寺院
- 法輪山正明寺（黄檗宗）：黄檗宗中本山。後水尾上皇勅建。京都御所清涼殿の建物を移築したと伝える本堂は国の重要文化財に指定。
- 仏智山信楽院大松寺（浄土宗）：大本山百万遍知恩寺末。蒲生家の菩提寺。蒲生氏郷初陣の際の甲冑残欠が残る。本堂には高田敬輔の描いた雲龍図（天井画）が有る。
- 仲明寺
- 西明寺
- 萬宏山神清寺：臨済宗永源寺派
- 金剛定寺
- 大聖寺（浄土宗）
- 遠久寺：高田敬輔の弟子が描いた雲龍図（天井画）が有る。
- 西円寺（浄土宗）
- 慈眼院
- 常福寺
- 雲迎寺（さつき寺）
- 興仙寺
- 浄光寺（黄檗宗）:高田敬輔の描いた八相涅槃図（県指定有形文化財）を所蔵する。
- 正法寺
- 本誓寺（浄土真宗本願寺派）
- 東本誓寺（真宗大谷派）：庭園は高田敬輔の作と伝えられている。
- 正崇寺
- 永福寺
- 法性寺
- 龍照山晴明寺
- 願証寺（浄土真宗）
- 法興寺
- 松林寺

神社
- 馬見岡綿向神社（村井）：545年創建。祭神は天穂日命、武三熊大人命、天夷鳥命。現在の本殿は1707年造営。毎年5月3日に行われる春の例大祭（日野祭、県指定無形文化財）には、3社の神輿、16基の曳山が繰り出す。
- 比都佐神社（十禅師）：延喜式内社論社。宝塔は国の重要文化財。
- 五社神社（上野田）：祭神は天穂日命、武三熊大人命、天夷鳥命、加夜大比古命、彦建忍雄心命。日野祭を取り仕切る神調社や神子は五社神社の氏子が務める。
- 口之宮神社（上野田）：祭神は加夜大比古命。日野祭の祭礼渡御の御旅所。毎年8月には、松明をマツの木に投げ上げる火振り祭が行われる。
- 西之宮神社（村井）：祭神は天夷鳥命。日野祭の宵宮祭が行われる。
- 滝之宮神社（村井）：かつてはここの滝で、日野祭に用いる神器が洗われたと言われている。
- 日枝神社（大窪）：多数の「ほいのぼり」が出る山王祭が行われる。
- 日吉神社（鎌掛）
- 鬼室神社：百済から渡来した鬼室集斯の墓が有る。

その他
- 近江日野商人館（旧山中兵右衛門宅）
- 近江日野商人ふるさと館「旧山中正吉邸」
- 日野観光協会（旧正野玄三薬店）
- 滋賀農業公園ブルーメの丘
- コテージ＆オートキャンプ場・グリム冒険の森
- 日野ダリア園
- 日野川ダム

### 祭事
- 日野祭
- 南山王の祭（ほいのぼり）
- 近江中山の芋競べ祭り - 国の重要無形民俗文化財。

## 出身有名人・ゆかりの人物
- 蒲生氏
  - 蒲生定秀
  - 蒲生氏郷
- 近江日野商人（近江商人）
  - 中井源左衛門
  - 正野玄三
  - 山中正吉
  - 高井作右衛門
  - 山中兵右衛門
  - 藤澤茂右衛門
  - 矢尾喜兵衛
  - 藤崎摠兵衛
- 仁正寺藩市橋
- 若霖 - 西本願寺能化。正崇寺住職。
- 法霖 - 西本願寺能化。正崇寺住職。
- 高田敬輔 - 画家。
- 月岡雪鼎 - 画家。
- 野田理一 - 詩人。
- 甲賀三郎 - 小説家。
- 細川雄太郎 - 童謡作詞家。
- 福井美恵子 - 女子バスケットボール選手。モントリオールオリンピック日本代表。
- 頓宮裕人  - バスケットボール選手。
- 伊藤みき - スキー選手（モーグル）。トリノオリンピック日本代表。
- 新海真美 - レスリング選手。2008年レスリング世界選手権女子67 kg級銀メダル。
- 岡村美孝 - 実業家。サントリーコーポレートビジネス株式会社代表取締役社長。
- 東野英治郎 - 俳優。父親が東桜谷村鳥居平地区出身。本人は群馬県富岡市出まれ。
- 高井達雄 - 作曲家。父親の高井兵三郎が松尾地区出身。本人は兵庫県生まれ。
- 布施明 - 歌手。父親が中之郷地区出身。本人は東京都生まれ。
- 遠藤エミ - 女子競艇選手。
- 牧野虎次 - 牧師、社会事業家、同志社総長。
- 河村通夫 - ラジオパーソナリティ、ナチュラリスト、料理研究家、ミュージシャン。